# Campeonato Mundial de Biatlón de 1991
El XXVII Campeonato Mundial de Biatlón se celebró en la localidad de Lahti (Finlandia) entre el 19 y el 24 de febrero de 1991 bajo la organización de la Unión Internacional de Biatlón (IBU) y la Asociación Finlandesa de Biatlón.

## Resultados

### Masculino
| Evento                     | Oro                                                                                         | Plata                                                                              | Bronce                                                                               |
| -------------------------- | ------------------------------------------------------------------------------------------- | ---------------------------------------------------------------------------------- | ------------------------------------------------------------------------------------ |
| 10 km velocidad (19.02)    | Mark Kirchner · Alemania · 30:48,1                                                          | Frank Luck · Alemania · 31:42,8                                                    | Eirik Kvalfoss · Noruega · 31:27,9                                                   |
| 20 km individual (24.02)   | Mark Kirchner · Alemania · 1:03:05,7                                                        | Alexandr Popov URSS 1:03:33,3                                                      | Eirik Kvalfoss · Noruega · 1:03:38,3                                                 |
| 10 km equipo (21.02)       | Italia · Hubert Leitgeb · Gottlieb Taschler · Simon Demetz · Wilfried Pallhuber · 1:00:59,8 | Noruega · Sverre Istad · Jon Åge Tyldum · Ivar Ulekleiv · Frode Løberg · 1:01:14,0 | URSS Anatoli Zhdanovich Serguei Tarasov Serguei Chepikov Valeri Medvedtsev 1:01,40,8 |
| Relevos 4 × 7,5 km (23.02) | Alemania · Ricco Groß · Frank Luck · Mark Kirchner · Fritz Fischer · 1:33:33,5              | URSS Yuri Kashkarov Alexandr Popov Serguei Tarasov Serguei Chepikov 1:35:01,3      | Noruega · Geir Einang · Eirik Kvalfoss · Jon Åge Tyldum · Gisle Fenne · 1:35:08,3    |

### Femenino
| Evento                     | Oro                                                                                  | Plata                                                                             | Bronce                                                                                     |
| -------------------------- | ------------------------------------------------------------------------------------ | --------------------------------------------------------------------------------- | ------------------------------------------------------------------------------------------ |
| 7,5 km velocidad (19.02)   | Grete Ingeborg Nykkelmo · Noruega · 30:01,9                                          | Svetlana Pechorskaya URSS 30:32,7                                                 | Yelena Golovina URSS 30:35,1                                                               |
| 15 km individual (24.02)   | Petra Schaaf · Alemania · 55:14,9                                                    | Grete Ingeborg Nykkelmo · Noruega · 57:13,4                                       | Iva Shkodreva Bulgaria 57:43,3                                                             |
| 7,5 km equipo (21.02)      | URSS Yelena Belova Yelena Golovina Svetlana Paramyguina Svetlana Pechorskaya 59:08,1 | Bulgaria Mariya Manolova Silvana Blagoeva Nadezhda Alexieva Iva Shkodreva 59:23,1 | Noruega · Synnøve Thoresen · Signe Trosten · Hildegunn Fossen · Unni Kristiansen · 59:53,2 |
| Relevos 3 × 7,5 km (23.02) | URSS Yelena Belova Yelena Golovina Svetlana Pechorskaya 1:24:54,3                    | Noruega · Grete Ingeborg Nykkelmo · Anne Elvebakk · Elin Kristiansen · 1:25:52,0  | Alemania · Uschi Disl · Kerstin Moring · Antje Misersky · 1:28:15,9                        |

## Medallero
| Núm. | País     | Oro | Plata | Bronce | Total |
| ---- | -------- | --- | ----- | ------ | ----- |
| 1    | Alemania | 4   | 1     | 1      | 6     |
| 2    | URSS     | 2   | 3     | 2      | 7     |
| 3    | Noruega  | 1   | 3     | 4      | 8     |
| 4    | Italia   | 1   | 0     | 0      | 1     |
| 5    | Bulgaria | 0   | 1     | 1      | 2     |
|      | TOTAL    | 8   | 8     | 8      | 24    |